# شرکت ریکان
شرکت ریکان (به انگلیسی: Recon Instruments) یک شرکت کانادایی فعال در زمینه عینک‌های هوشمند، سیستم هاد، نقشه‌های سامانه موقعیت‌یاب جهانی است و اولین سیستم هاد خود را یک و نیم سال قبل‌از گوگل گلس شرکت گوگل معرفی کرد.
در ژوئن ۲۰۱۵، اینتل شرکت ریکان را با مبلغ ۱۷۵ میلیون دلار خرید.